# Altos (Paraguay)
Altos ist eine Stadt und ein Distrikt im Departamento Cordillera nahe dem Ypacaraí-See in Paraguay, 50 km von Asunción gelegen. Aufgrund ihrer erhöhten Lage bietet sie einen grandiosen Blick über den See. Altos wird daher oft als „Terrasse des Landes“ bezeichnet. Sie gehört zu den ältesten Orten Paraguays. Der Distrikt zählt etwa 14.500 Einwohner.

## Geschichte
Der Ort wurde 1538 von Domingo Martínez de Irala gegründet. 1580 errichtete der Franziskaner Luis de Bolaños dort die erste „Indio“-Reduktion Paraguays und der Río de la Plata Region. Er siedelte etwa 1000–1500 Guaranís einschließlich der Kinder an. Im Jahr 1616 ließ Hernando Arias de Saavedra zum ersten Mal Land an die Indianer verteilen, um sie für die Viehzucht zu gewinnen.
Nach dem Tripel-Allianz-Krieg (1864–1870) versuchte die paraguayische Regierung den Bevölkerungsverlust durch Einwanderer aus Europa zu kompensieren. 1879 kamen die ersten Kontingente deutscher Immigranten nach Altos. 1882 wurde der erste Unterricht in deutscher Sprache für die Kinder der Einwanderer durchgeführt, 1888 die erste deutsche Schule in Paraguay eröffnet. Der erste deutsche Schieß- und Sportverein wurde 1893 gegründet.
1945 wurden alle Güter der deutschen Gesellschaft vom Staat beschlagnahmt und alle Aktivitäten innerhalb ihrer Einrichtungen verboten. Anlässlich des Besuchs von Präsident Federico Chávez in Altos im Jahr 1952 baten die Siedler um die Rückgabe der Güter der deutschen Gesellschaft. Dies wurde am 17. November 1952 per Dekret gewährt.
Zwischen 1959 und 1960 hielt sich Josef Mengele in Altos versteckt, nachdem die deutsche Regierung dessen Wohnhaus in Buenos Aires identifiziert hatte, um anschließend nach Hohenau (Paraguay) zu fliehen.

## Wirtschaft
Altos ist ein bedeutender Produzent von Wassermelonen. Sie werden auf einer Fläche von 300 ha mit technischer Hilfe des Landwirtschaftsministeriums angebaut.  Ein weiterer Wirtschaftszweig ist das Kunsthandwerk, vor allem die Holzschnitzereien aus Timbó-Holz, von dem Masken, Tiere und mythologische Figuren hergestellt werden.

## Klima
Die Tiefsttemperaturen von 12,1–13,4 °C werden zwischen Juni und August, die Höchsttemperaturen von 30,3–32,3 °C zwischen November und März verzeichnet. Den geringsten Niederschlag gibt es zwischen Juni und August mit 47–71 mm, den meisten Niederschlag zwischen November und April mit 141–160 mm.